# Laurent Vaguener
Laurent Vaguener ou Laurent Wagner (França, 16 de fevereiro de 1947 - 24 de março de 2021) foi um cantor francês.  

## Biografia
Jean Baudlot nascido em 16 de fevereiro de 1947, representou o Mónaco no Festival Eurovisão da Canção 1979, interpretando o tema "Notre vie c'est la musique" que terminou em 16.º lugar e recebeu apenas 12 pontos. Depois desta prestação monegasca, este país só regressaria em 2004.
Em 1984, Vaguener lançou o disco "Roissy 6 h du matin".
Morreu em 24 de março de 2021, aos 74 anos.

## Discografia
- Notre vie c'est la musique (1979)
- Roissy 6 h du matin (1984)